# Rue Géo-Chavez
La rue Géo-Chavez est une voie du 20e arrondissement de Paris, en France.

## Situation et accès

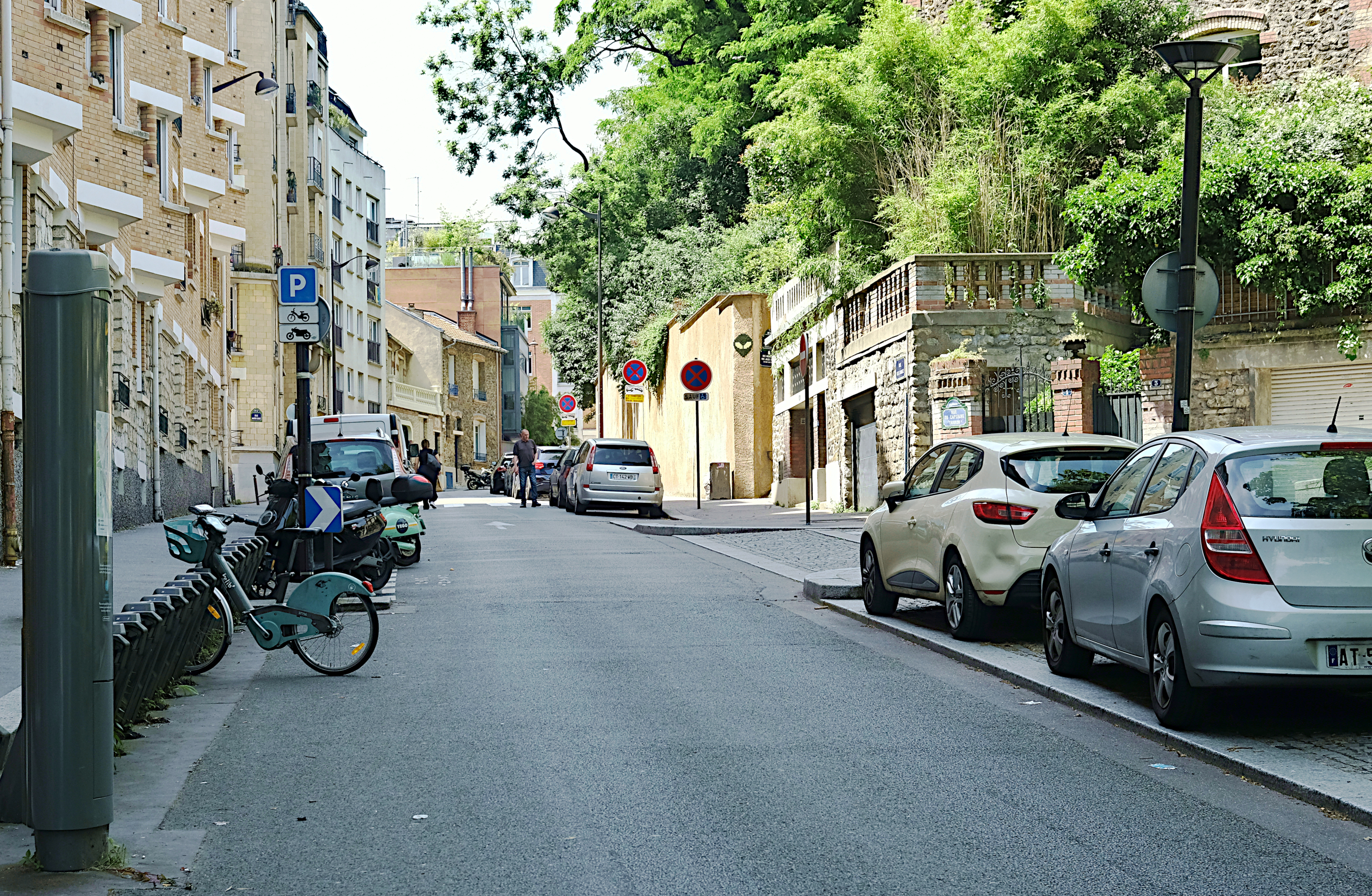
Autre vue de la rue en juin 2024.

La rue Géo-Chavez est une voie publique située dans le 20e arrondissement de Paris. Elle débute boulevard Mortier et se termine au 2, rue Paul-Strauss.

## Origine du nom
Cette voie publique porte le nom de Géo Chavez (1887-1910), aviateur, tué en accomplissant la traversée des Alpes.

## Historique
Cette voie est ouverte par un décret du 13 juin 1913 et prend sa dénomination actuelle par un arrêté du 10 février 1915, approuvé par décret du 30 mars de la même année.

## Bâtiments remarquables et lieux de mémoire

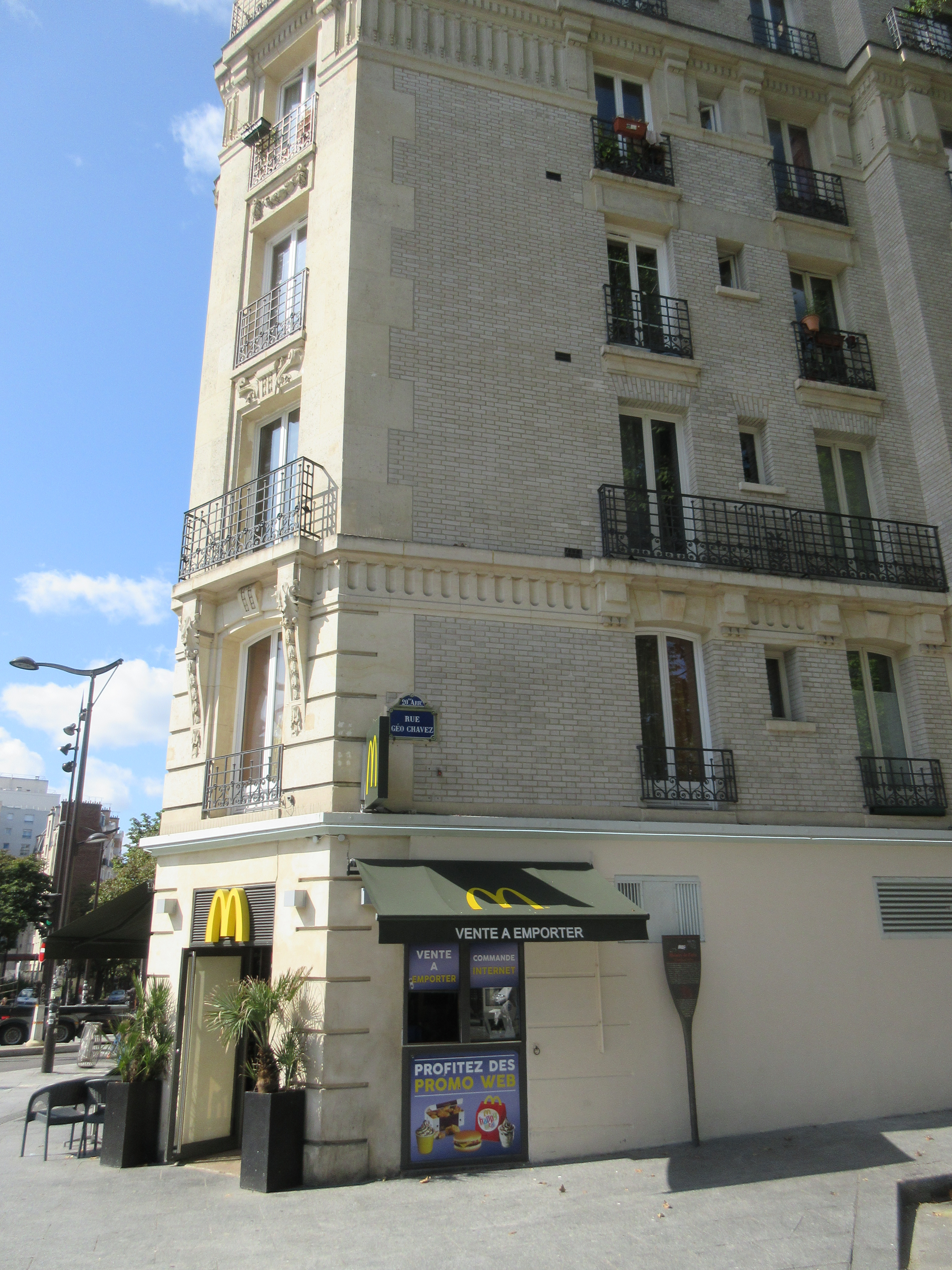
Emplacement panneau Histoire de Paris « Campagne à Paris », rue Géo-Chavez
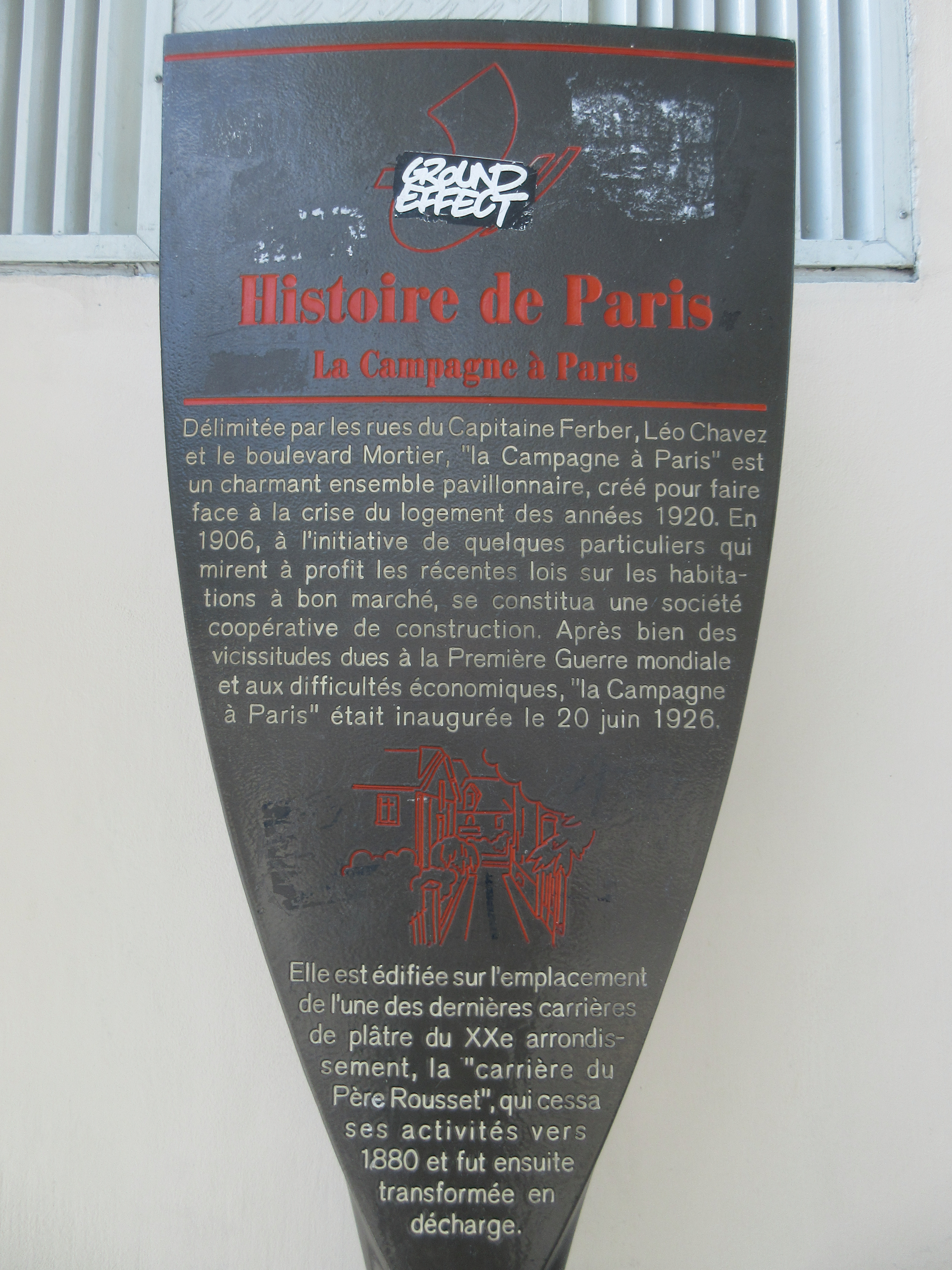
Panneau Histoire de Paris « La Campagne à Paris »